# Gammelvalltjärnen (Ramsjö socken, Hälsingland, 690504-150332)
Gammelvalltjärnen är en sjö i Ljusdals kommun i Hälsingland och ingår i Ljungans huvudavrinningsområde.